# 馬拉瓜

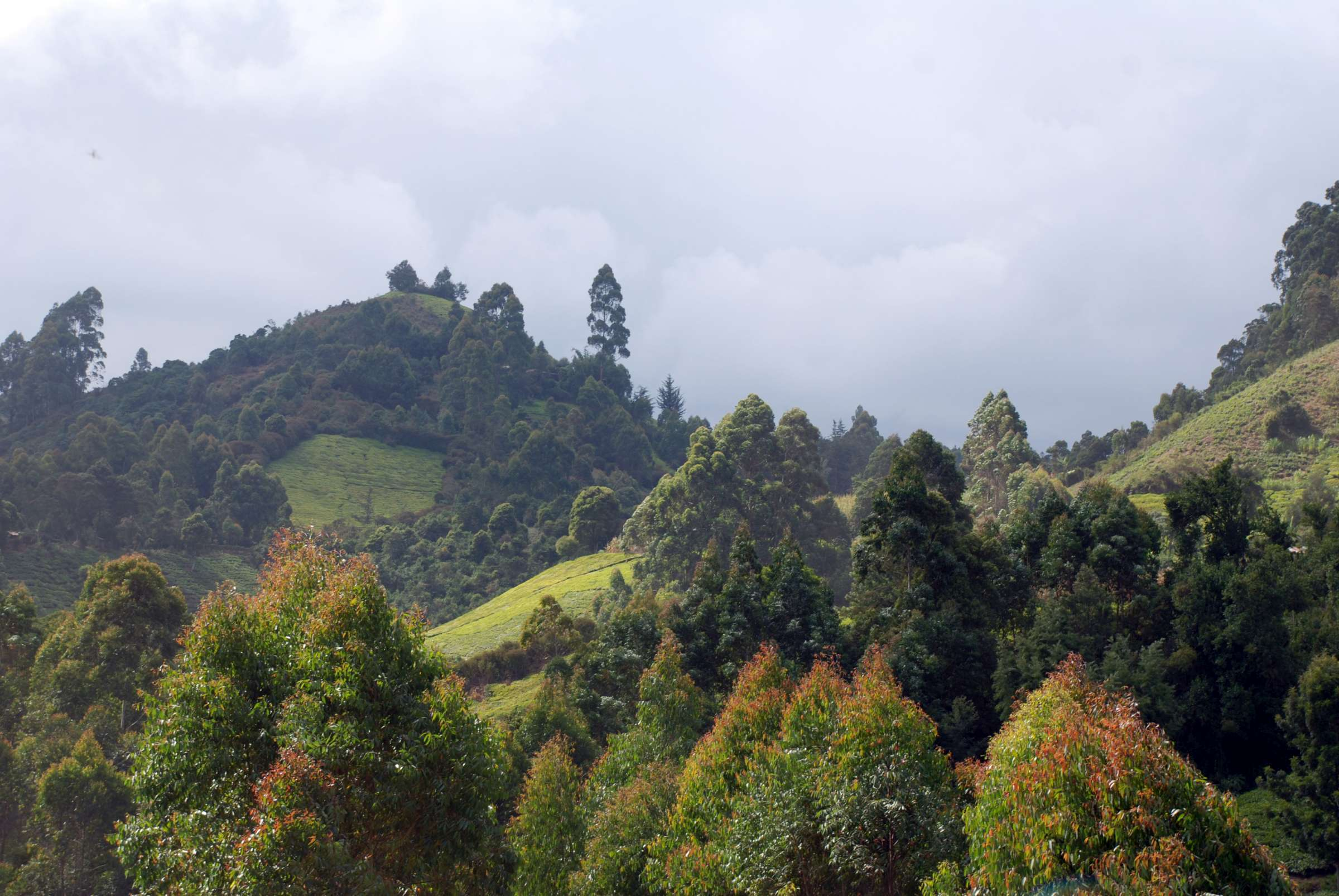
馬拉瓜

馬拉瓜是東非國家肯雅的城鎮，由中部省負責管轄，位於穆拉雅以南10公里，海拔高度1,350米，該地區主要種植咖啡，市區人口4,286，總人口27,384。
0°47′0″S 37°7′0″E / 0.78333°S 37.11667°E